# Eurocontrol
Eurocontrol, właściwie Europejska Organizacja ds. Bezpieczeństwa Żeglugi Powietrznej (ang. European Organisation for the Safety of Air Navigation) – regionalna, wyspecjalizowana organizacja międzyrządowa, której celem jest koordynacja współpracy państw członkowskich, a także organizacji międzynarodowych (w tym Unii Europejskiej), w celu zapewnienia bezpieczeństwa powietrznej żeglugi cywilnej i wojskowej. 

## Podstawa prawna
Eurocontrol został utworzony na mocy Międzynarodowej konwencji o współpracy w dziedzinie bezpieczeństwa żeglugi powietrznej EUROCONTROL, sporządzonej w Brukseli dnia 13 grudnia 1960 r., która weszła w życie 1 marca 1963 r. Brzmienie konwencji było zmieniane wielokrotnie, 12 lutego 1981 r. została ona zmieniona w całości Protokołem. Ujednolicona wersja Konwencji znajduje się w Protokole z dnia 27 czerwca 1997 r., która w związku z niewystarczającą liczbą podpisów nie weszła jeszcze w życie
Obecnie obowiązującym aktem jest Międzynarodowa konwencja o współpracy w dziedzinie bezpieczeństwa żeglugi powietrznej EUROCONTROL, sporządzona w Brukseli dnia 13 grudnia 1960 r., zmieniona Protokołem dodatkowym z dnia 6 lipca 1970 r., zmieniona Protokołem z dnia 21 listopada 1978 r., w całości zmieniona Protokołem z dnia 12 lutego 1981 r..

## Historia[3]
Historia Eurocontrol wiąże się z pierwszymi odrzutowymi samolotami pasażerskimi. Osiągały one większe prędkości i latały na wyższych wysokościach niż statki powietrzne dotychczas. Zaistniała potrzeba dostosowania oraz reorganizacji dotychczas istniejących metod kontroli przestrzeni lotniczej oraz procedur. Dostrzeżono, że kontrola ruchu lotniczego, w przypadku większości krajów europejskich, nie może dłużej ograniczać się do zamkniętych struktur granic państwowych – konieczne było stworzenie międzynarodowej organizacji kontroli, która obejmowałaby zakresem swego działania przestrzeń powietrzną rozciągającą się ponad granicami terytorium pojedynczego państwa.
Do państw założycielskich Eurocontrol należały RFN, Belgia, Francja, Holandia, Wielka Brytania oraz Luksemburg, które w 1958 r. rozpoczęły prace nad konwencją. Konwencja została podpisana 13 grudnia 1960 r., a weszła w życie w 1963 r. Rok wcześniej, w 1961 r. zaproponowany został pierwszy plan harmonizujący system kontroli ruchu lotniczego w Europie – koncepcja nie została jednak poparta przez Francję oraz Wielką Brytanię. 
Pierwsze wspólne centrum kontroli ruchu lotniczego powstało w 1964 r. z inicjatywy pozostałych 4 państw założycielskich – RFN, Holandii, Luksemburga oraz Belgii. Centrum Kontroli Górnej Przestrzeni Powietrznej rozpoczęło swoją działalność w 1972 r. w Maastricht w Holandii i istnieje do dziś. 
W 1963 r. państwa zgodziły się na utworzenie Centrum Eksperymentalnego Eurocontrol (EEC), które rozpoczęło swoją działalność we francuskim Brétigny-sur-Orge 4 lata później. W tamtym roku powołano także pierwszego dyrektora generalnego, René Bulin oraz ulokowano siedzibę organizacji w Brukseli. Podpisane zostały umowy z Organizacją Międzynarodowego Lotnictwa Cywilnego (ICAO) oraz Federalną Administracją Lotnictwa Stanów Zjednoczonych (FAA).
Kolejne centra kontroli przestrzeni powietrznej powstały w Shannon w Irlandii oraz Karlsruhe w Niemczech, otwarte zostało także Centralne Biuro Opłat Trasowych (ang. Central Route Charges Office) z siedzibą w Brukseli i Institute of Air Navigation Services (IANS) w Luksemburgu. 
W połowie lat 80. zaczęto myśleć nad rozszerzeniem działalności organizacji oraz aktualizacją konwencji protokołem, w związku ze zwiększającym się natężeniem w europejskiej sieci kontroli przestrzeni powietrznej. Inicjatywa pochodziła zwłaszcza ze strony Europejskiej Konferencji Lotnictwa Cywilnego (ECAC), z którą Eurocontrol intensywnie wówczas współpracował. ECAC przyczynił się do polepszenia jakości kontroli przestrzeni powietrznej oraz harmonizacji strategii i procedur. Docelowo wszystkie państwa należące do ECAC miały przystąpić do Eurocontrol. Władze Eurocontrol odbywały regularne spotkania z ministrami transportu państw członkowskich ECAC poświęcone problematyce modernizacji systemu zarządzania ruchem lotniczym, tzw. MATSE (ang. Meeting on the Air Traffic System in Europe).
W latach 90. powstał slogan organizacji „Jedno niebo dla Europy ” (ang. One sky for Europe), zaprojektowane zostało także logo, którym organizacja posługuje się do dziś. W tym okresie organizacja zaczęła także bliższą współpracę z Komisją Europejską oraz ICAO – Eurocontrol była jedyną organizacją międzynarodową, która miała prawo zgłaszania poprawek do załączników ICAO. 
27 czerwca 1997 r. podczas konferencji dyplomatycznej w Brukseli podpisana została zrewidowana konwencja, której celem było stworzenie jednolitego i opartego na wydajności systemu zarządzania ruchem lotniczym. Dokument ten jest oficjalnie znany jako Protocol Consolidating the EUROCONTROL International Convention Relating to Co-operation for the Safety of Air Navigation of 13 December 1960, as variously amended.
Miał on wprowadzić nową instytucjonalną strukturę organizacji, zmienić podstawę do podejmowania decyzji z zasady jednomyślności na zasadę większości, a także stworzyć nowe ciała doradcze i przydzielić dyrektorowi generalnemu więcej obowiązków oraz uprawnień. 
Protokół nie został jednak ratyfikowany przez wszystkie państwa członkowskie, w związku z czym nie wszedł jeszcze w życie. Odbywają się dyskusje nad stworzeniem nowej konwencji dla organizacji, co jest rekomendowane przez Industry Consultation Body (ICB) ciało stworzone na potrzeby programu Jednolitej Europejskiej Przestrzeni Powietrznej (ang. Single European Sky, SES).
Również 27 czerwca 1997 r. podpisana została umowa dotycząca programu CEATS (ang. Central European Air Traffic Services), którego celem jest zapewnienie kontroli przestrzeni powietrznej nad Austrią, Bośnią i Hercegowiną, Chorwacją, Czechami, Węgrami, Słowenią oraz północnowschodnią częścią Włoch.  

## Cele i działania
Celem Eurocontrol jest wspieranie państw członkowskich w przeprowadzaniu bezpiecznych, wydajnych i przyjaznych środowisku operacji sterowania ruchem powietrznym na terenie Europy. 
Działalność organizacji opiera się na:
- monitorowaniu przestrzeni powietrznej Europy, analizie zebranych danych oraz tworzeniu prognoz w celu zapewnienia bezpieczeństwa;
- wspieraniu Komisji Europejskiej, Agencji Unii Europejskiej ds. Bezpieczeństwa Lotniczego oraz państwowych urzędów lotnictwa cywilnego;
- implementacji projektów europejskich, w tym programu Jednolitej Europejskiej Przestrzeni Powietrznej;
- udziale w badaniach, rozwoju i walidacji;
- rozwijaniu technologii w zarządzaniu ruchem lotniczym (ang. Air traffic management, ATM);
- wyznaczaniu oraz pobieraniu opłat przelotowych oraz redystrybucją tych środków, czym zajmuje się Centralne Biuro ds. Opłat Trasowych (CRCO);
- prowadzeniu unikalnej platformy koordynacji działań cywilno-wojskowych w Europie;
- organizacji szkoleń.

Ponadto Ośrodek Kontroli Górnej Przestrzeni Powierzonej w Maastricht zapewnia sterowanie ruchem powietrznym dla Holandii, Belgii, Luksemburga oraz północnych Niemiec.

## Menedżer Sieci[8]
Eurocontrol został nominowany przez Komisję Europejską na Menedżera Sieci dla Jednolitej Europejskiej Przestrzeni Powietrznej do końca 2019 r. (Commission Decision on 7 July 2011 (C(2011) 4130)[1] i został następnie ponownie wybrany do pełnienia tej funkcji na okres do 2029 r. (Commission Implementing Decision (EU) 2019/709). 
Do obowiązków Menedżera Sieci należy zarządzanie całą siecią ruchu powierzonego (ATM)[3] oraz bliska współpraca z dostawcami usług nawigacji lotniczej, lotniskami, liniami lotniczymi oraz wojskami w 43 krajach objętych programem SES. Celem jest wspieranie bezpieczniejszych, efektywniejszych i bardziej zrównoważonych działań społeczności europejskiej w zakresie lotnictwa. Ustanawia i aktualizuje również plan strategiczny oraz operacyjny sieci[5]. Menedżer Sieci kierowany jest przez Zarząd Menedżera Sieci. 

## Struktura
Eurocontrol składa się z trzech organów, dwóch organów zarządzających – Stałej Komisji ds. Bezpieczeństwa Żeglugi Powietrznej  (ang. Permanent Commission, CN) oraz Tymczasowej Rady (ang. Provisional Council, PC) i z organu wykonawczego – Agencji.

### Organy zarządzające[14]
W skład Stałej Komisji wchodzą ministrowie państw należących do Eurocontrol. Komisja określa ogólną politykę organizacji i jest jej organem decyzyjnym. Zadaniem jej jest także zatwierdzanie planów rocznych, pięcioletnich oraz zatwierdzanie budżetu Agencji. Stała Komisja wyznacza dyrektorów oraz dyrektorów generalnych. W 2020 r. stanowisko przewodniczącego oraz wiceprzewodniczącego sprawowali reprezentanci Litwy. W 2021 r. będą czynić to reprezentanci Czarnogóry, w 2022 r. Łotwy, w 2023 r. Gruzji i w 2024 r. Estonii. 
W Tymczasowej Radzie państwa członkowskie reprezentowane są przez Dyrektorów Generalnych Lotnictwa Cywilnego (odpowiednika Prezesa Urzędu Lotnictwa Cywilnego). Tymczasowa Rada przygotowuje prace Stałej Komisji, wprowadza zmiany polityki ogólnej zatwierdzone przez Stałą Komisję oraz nadzoruje prace Agencji. Unia Europejska bierze udział w jej pracach. 
Istnieje również Powiększona Komisja ds. Opłat Trasowych (ang. Enlarged Committee For Route Charges), która sprawuje nadzór nad pracą systemu opłat trasowych. Określa normy ustalania kosztów poniesionych przez państwa za usługi nawigacyjne oraz ustala powszechne zasady obliczania opłat trasowych. 

### Organ wykonawczy[15]
Agencja jest organem wykonawczym, zajmuje się wykonaniem zadań powierzonych przez umowy lub Stałą Komisję. Składa się z dwóch przedstawicieli każdego z państw członkowskich. Agencja wybiera spośród swoich członków prezesa i wiceprezesa na dwuletnią kadencję. Możliwa jest ich reelekcja. Wyznaczany jest też sekretarz, który nie musi być jednym z jego członków.
Do obowiązków Agencji należy m.in. opracowywanie przepisów dotyczące zawierania umów, łącznie z warunkami rządowych zaproszeń do składania ofert przetargowych, i przepisy te podlegają zatwierdzeniu przez Komisję. Agencji podejmuje także decyzje w sprawach organizacyjnych Agencji z uwzględnieniem propozycji zgłoszonych przez Dyrektora Generalnego.
Dyrektor generalny jest mianowany przez Agencję na pięcioletnią kadencję w drodze głosowania, z możliwą reelekcją. Jest on odpowiedzialny za sprawne funkcjonowanie Agencji. Obecnie funkcję Dyrektora Generalnego pełni od 1 stycznia 2023 r. Raúl Medina (Hiszpania).
| Imię i nazwisko  | Kraj            | Kadencja       |
| ---------------- | --------------- | -------------- |
| René Bulin       | Francja         | 1963 – 1978    |
| Jean Lévêque     | Francja         | 1978 – 1983    |
| Horst Flentje    | Niemcy          | 1983 – 1988    |
| Keith Mack       | Wielka Brytania | 1989 – 1993    |
| Yves Lambert     | Francja         | 1994 – 2000    |
| Víctor M. Aguado | Hiszpania       | 2001 – 2007    |
| David McMillan   | Wielka Brytania | 2008 - 2012    |
| Frank Brenner    | Niemcy          | 2013 – 2017    |
| Eamonn Brennan   | Irlandia        | 2018 – 2022    |
| Raúl Medina      | Hiszpania       | 2023 – obecnie |

### Organy doradcze oraz konsultacyjne[16]
Eurocontrol posiada rozbudowaną sieć organów doradczych oraz konsultacyjnych działających przy Komisji Stałej oraz Tymczasowej Radzie. Zajmują się one monitorowaniem przejrzystości pracy agencji, nadzorowaniem działań nawiązywaniem dialogu oraz koordynowaniem prac w określonych dziedzinach.
Do takich organów należą:
- Navigation Services Board – Komisja Służb Żeglugi Powietrznej
- Audit Board – komisja obrachunkowa
- Civil-Military Stakeholder Committee – Cywilno-Wojskowy Komitet Interesariuszy
- Maastricht Coordination Group – Grupa koordynująca działania w Maastricht
- Military ATM Board – Komisja Wojskowej Kontroli Ruchu Lotniczego
- Standing Committee on Finance – Stały Komitet ds. Finansów
- Pension Fund Supervisory Board – Rada Nadzorcza Funduszu Emerytalnego
- Performance Review Commission - Komisja Weryfikująca Skuteczność Działania Systemu Kontroli Ruchu Lotniczego

### Siedziba

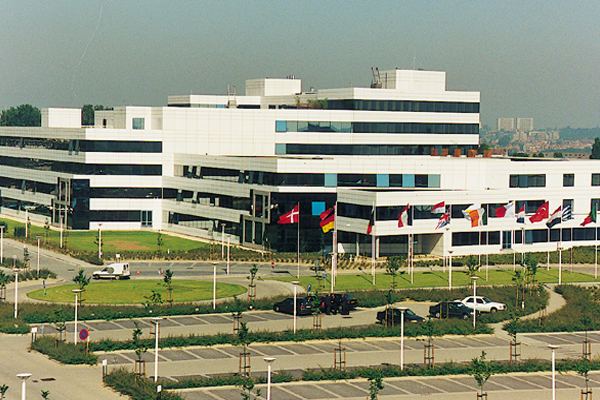
Siedziba główna w Brukseli

Siedzibą główną organizacji jest Bruksela (Belgia). Eurocontrol posiada również biura w Luksemburgu, Francji oraz Holandii. 

## Działania
Eurocontrol wspiera państwa członkowskie w przeprowadzaniu bezpiecznych, wydajnych i przyjaznych środowisku operacji sterowania ruchem powietrznym na terenie Europy.
Obecnie Eurocontrol współpracuje z Unią Europejską przy wprowadzaniu Jednolitej Europejskiej Przestrzeni Powietrznej (ang. Single European Sky).
Działania prowadzone przez Eurocontrol:
- Menadżer Sieci ma rozszerzoną rolę poprzedniej Centralnej Jednostki Zarządzania Ruchem Powietrznym i zarządza całą siecią ruchu powierzonego (ATM),
- Ośrodek Kontroli Górnej Przestrzeni Powierzonej w Maastricht zapewnia sterowanie ruchem powietrznym dla Holandii, Belgii, Luksemburgu oraz północnych Niemiec,
- Centralne Biuro ds. Opłat Trasowych (CRCO) zajmuje się wyznaczaniem i pobieraniem opłat przelotowych oraz redystrybucją tych środków,
- wspiera Komisję Europejską, Europejską Agencję Bezpieczeństwa Lotniczego oraz państwowe ośrodki urzędów lotnictwa cywilnego,
- Eurocontrol bierze aktywny udział w badaniach, rozwoju i walidacji oraz ma duży wkład we Wspólną Inicjatywę SESAR,
- prowadzi unikalną platformę koordynacji działań cywilno-wojskowych w Europie[18].

## Państwa członkowskie i współpracujące
Eurocontrol liczy obecnie 41 państw członkowskich. 
| Członek              | Data przystąpienia  | Status         |
| -------------------- | ------------------- | -------------- |
| Belgia               | 13 grudnia 1960     | Członek UE     |
| Francja              | 13 grudnia 1960     | Członek UE     |
| Niemcy               | 13 grudnia 1960     | Członek UE     |
| Luksemburg           | 13 grudnia 1960     | Członek UE     |
| Holandia             | 13 grudnia 1960     | Członek UE     |
| Wielka Brytania      | 13 grudnia 1960     | Członek UE     |
| Irlandia             | 1 stycznia 1965     | Członek UE     |
| Portugalia           | 1 stycznia 1986     | Członek UE     |
| Grecja               | 1 września 1988     | Członek UE     |
| Malta                | 1 lipca 1989        | Członek UE     |
| Turcja               | 1 marca 1989        | Kandydat do UE |
| Cypr                 | 1 stycznia 1991     | Członek UE     |
| Węgry                | 1 lipca 1992        | Członek UE     |
| Szwajcaria           | 1 lipca 1992        |                |
| Austria              | 1 maja 1993         | Członek UE     |
| Dania                | 1 sierpnia 1994     | Członek UE     |
| Norwegia             | 1 marca 1994        |                |
| Słowenia             | 1 października 1995 | Członek UE     |
| Szwecja              | 1 grudnia 1995      | Członek UE     |
| Czechy               | 1 stycznia 1996     | Członek UE     |
| Rumunia              | 1 września 1996     | Członek UE     |
| Włochy               | 1 kwietnia 1996     | Członek UE     |
| Słowacja             | 1 stycznia 1997     | Członek UE     |
| Hiszpania            | 1 stycznia 1997     | Członek UE     |
| Monako               | 1 grudnia 1997      |                |
| Bułgaria             | 1 czerwca 1997      | Członek UE     |
| Chorwacja            | 1 marca 1997        | Członek UE     |
| Macedonia            | 1 listopada 1998    | Kandydat do UE |
| Mołdawia             | 1 marca 2000        |                |
| Finlandia            | 1 stycznia 2001     | Członek UE     |
| Albania              | 1 kwietnia 2002     | Kandydat do UE |
| Ukraina              | 1 kwietnia 2004     |                |
| Polska               | 1 września 2004     | Członek UE     |
| Bośnia i Hercegowina | 1 marca 2004        |                |
| Serbia               | 1 lipca 2005        | Kandydat do UE |
| Litwa                | 1 września 2006     | Członek UE     |
| Armenia              | 1 marca 2006        |                |
| Czarnogóra           | 1 lipca 2007        | Kandydat do UE |
| Łotwa                | 1 stycznia 2011     | Członek UE     |
| Gruzja               | 1 stycznia 2014     |                |
| Estonia              | 1 stycznia 2015     | Członek UE     |

Eurocontrol podpisało umowy dotyczące współpracy (Comprehensive Agreements) z Marokiem 29 kwietnia 2016 roku i Izraelem 2 czerwca 2016 roku. Umowy te pozwalają na zacieśnienie współpracy z tymi dwoma krajami w dziedzinie żeglugi powietrznej, w szczególności prowadzenie działań związanych z zarządzaniem kryzysowym, zarządzaniem ruchem powietrznym oraz planowaniem i organizacją. Umowy te pozwalają na rozszerzenie Jednolitej Europejskiej Przestrzeni Powietrznej poza przestrzenią powietrzną Unii Europejskiej.

## Polska w Eurocontrol
Od 2018 r. Prezes Urzędu Lotnictwa Cywilengo sprawuje stanowisko Wiceprzewodniczącego Tymczasowej Rady (PC). Ponadto eksperci ULC uczestniczą w posiedzeniach ciał doradczych Tymczasowej Rady (PC). 
Międzynarodowa konwencja o współpracy w dziedzinie bezpieczeństwa żeglugi powietrznej EUROCONTROL wraz z późniejszymi zmianami została przez Polskę ratyfikowana 20 kwietnia 2004 r., a państwem członkowskim Eurocontrol Polska stała się oficjalnie 1 września 2004 r.

## Single European Sky
W 1999 r. Komisja Europejska wydała komunikat dotyczący projektu Jednolitej Europejskiej Przestrzeni Powietrznej (ang. Single European Sky, SES), którego propozycja została przyjęta w 2001 r. Celem projektu jest połączenie systemów kontroli przestrzeni powietrznej nad Unią Europejską, Szwajcarią i Norwegią w jeden, lecz do 2020 r. żadne zaplanowane działania nie zostały zrealizowane. Eurocontrol jako jeden z założycieli SESAR (ang. Single European Sky ATM Research), odgrywa ważną rolę w rozwoju projektu SES. 